# Ernesto Gazzeri
Ernesto Gazzeri est un sculpteur italien né le 13 juin 1866 à Modène et mort en 1965 à Rome.
Il adopte un style néoclassique (statues pour des hommages publics ou privés, portraits, stèles funéraires, etc.), à rebours d'une époque marquée par le futurisme. Son œuvre majeure, Le Mystère de la Vie, est un groupe monumental de dix-huit personnages dont deux exemplaires sont installés à Podensac dans le département français de Gironde (1919) et à Glendale en Californie (1928)

## Biographie
Ernesto Ermete Gazzeri naît à Modène le 13 juin 1866, dans une famille originaire de Toscane. Il étudie de 1875 à 1884 à l'Académie des Beaux-Arts de sa ville natale — dont il est fait membre honoraire en 1896 —, puis à l’école Poletti[Quoi ?] de Rome de 1888 à 1892. Après quelques années passées auprès d'Orazio Andreoni (it), il ouvre son propre atelier.
Son ami le sculpteur néerlandais Piet Pander lui ouvre la porte d'une clientèle internationale.
Ses sculptures relèvent de la survivance de l'art néoclassique quand la tendance est au futurisme. Dans ce style il réalise de nombreux bustes et monuments funéraires. Certaines sont présentées à l'Exposition universelle de Paris, en 1900 ou à l’exposition d’art italien organisée à Earl's Court à Londres en 1904.
Il poursuit sa carrière jusque dans les années 1940 et meurt en 1965 à Rome.

## Œuvres

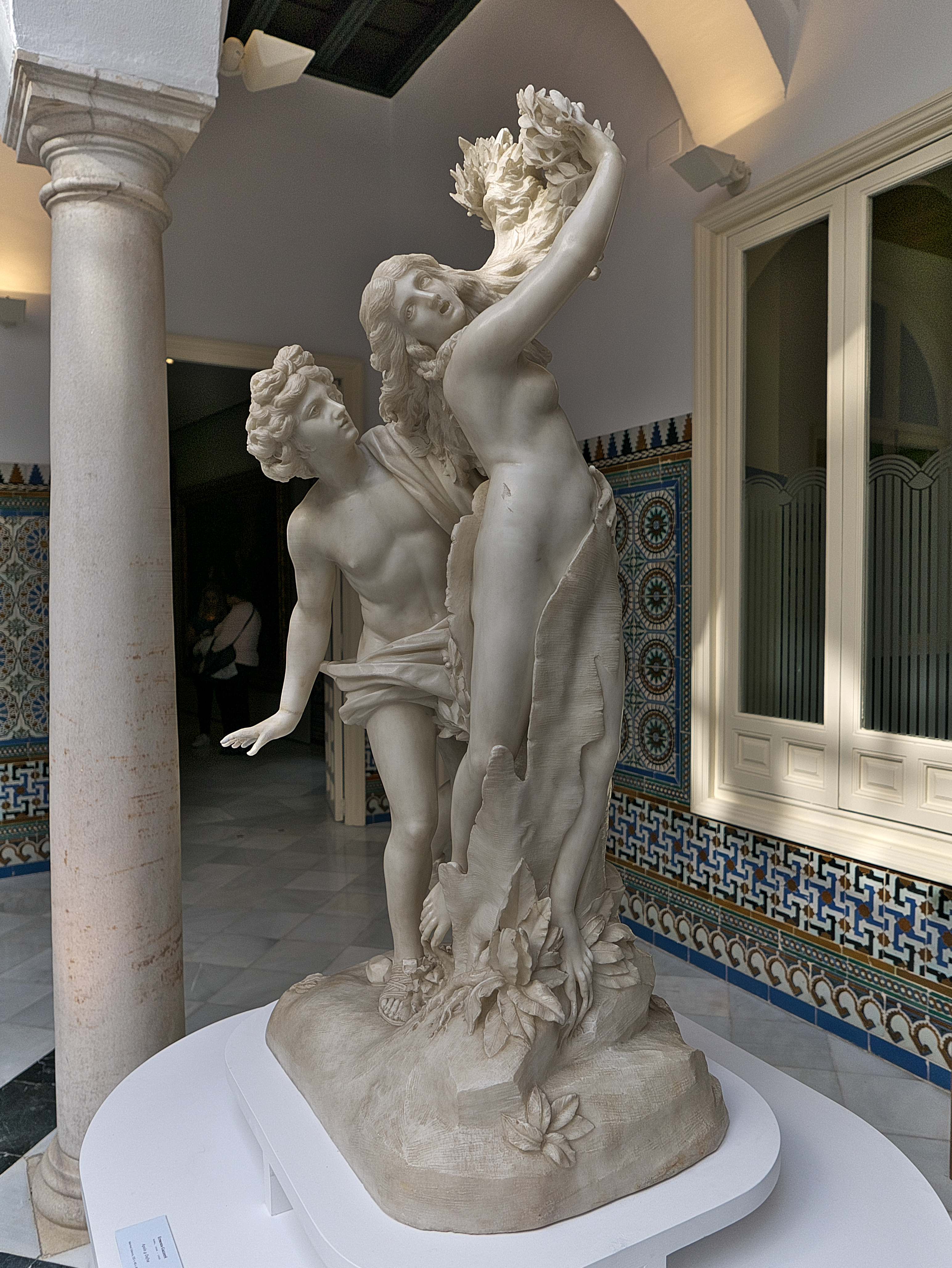
Apollon et Daphné, de Gazzeri.

Dans ses sculptures de jeunesse figurent une reproduction d'un bas relief antique consacré à Égisthe et Clytemnestre (1878) et une terre cuite intitulée Marguerite en prison, d'après le Faust de Goethe, qui lui vaut une médaille d'argent du ministère de l’Éducation (1884), un Narcisse à la fontaine copie d'un bronze du musée archéologique de Naples. On lui doit aussi un Épisode des barricades des Cinq journées de Milan et une Enfance de Benvenuto Cellini.
Il exécute à partir de la fin des années 1880 plusieurs centaines de portraits, comme ceux de Paolo Ferrari (pour Modène), de Paolo Boselli (pour Savone), du pape Léon XIII, de Ferdinando Palasciano (pour Rome), du roi Fouad Ier et de la sultane d'Égypte, les statues en pied de la reine et du prince de Vadodara, un groupe en bronze représentant entre autres le khédive Ismaïl à cheval et Ferdinand de Lesseps au commencement des travaux du canal de Suez. Certaines de ses statues funéraires ornent le cimetière de Rome, les tombes de di Stefano à Terracina, de Valentini et de Spinassi à Pise, d'Oedencover en Belgique, de Lady Trevor à Londres, des Subercaseaux à Valparaiso. La ville d'Alatri lui commande une statue du linguiste Luigi Ceci et Stilo une représentation de Tommaso Campanella.
On lui doit en outre un Saint-Jean en bronze pour Savone et un marbre monobloc de la Vierge de cinq mètres de haut pour la villa du prince Lancellotti à Frascati, les statues en marbre Fortuna et Pace pour Cleveland, une Sappho pour Buenos Aires, La Beauté grecque et l'Étoile du soir pour Bordeaux, La Gloire du duc de Westminster et un Dante marchant plongé dans un livre pour Constantinople.Il crée en 1909 un bronze pour le palais de l’Élysée à la gloire de l'armée française aux batailles de San Martin et de Solférino de 1859. En 1926, un Péruvien lui passe commande d'un Triomphe du travail.

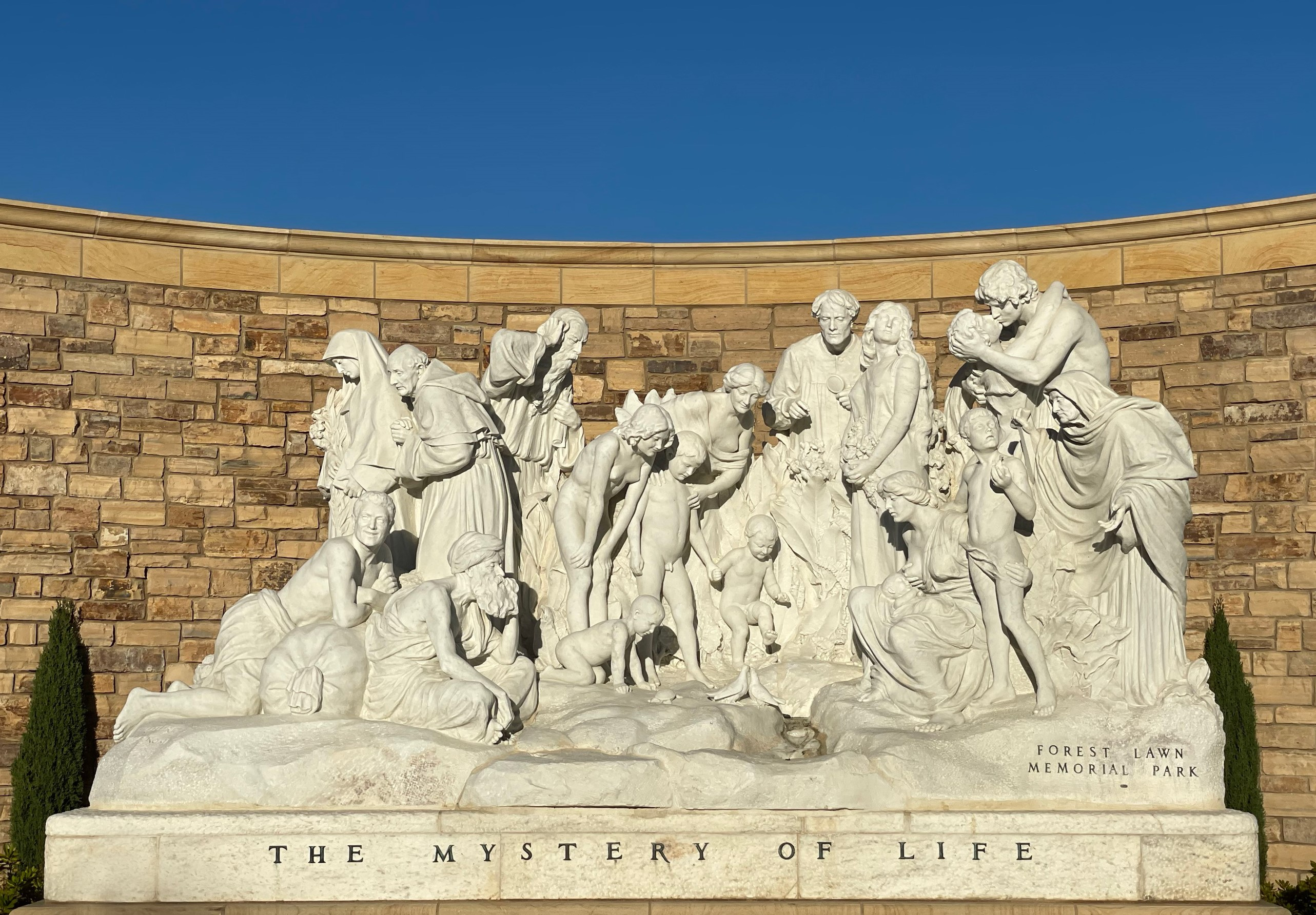
La version du Mystère de la vie installée à Glendale.

Une de ses œuvres majeures est une composition intitulée Le Mystère de la vie : l'ensemble, en marbre de Carrare, comporte dix-huit personnes grandeur nature attroupées en demi-cercle autour d'une source. Commencé avant 1910 dans son atelier romain, le groupe est intégré depuis avril 1919 dans le parc Chavat de Podensac, devant une rocaille artificielle à l'extrémité d'une pièce d'eau. Gazzeri en a supervisé l'installation. Douze des personnages figurent les différents âges de la vie, de l'enfance à la vieillesse ; les six autres illustrent une réflexion philosophique sur l'impénétrabilité du sens de la vie. L’œuvre reçoit en 2020 le prix de la French Heritage Society, qui permet sa restauration.
Une sculpture identique est dévoilée en 1928 au Forest Lawn Memorial Park de Glendale en Californie, où Gazzeri séjourne de 1928 à 1934 ou 1935.